# Toivo Hyytiäinen
Toivo Armas Hyytiäinen (ur. 12 listopada 1925 w Saarijärvi, zm. 21 października 1978 tamże) – fiński lekkoatleta, oszczepnik, medalista olimpijski, mistrz Europy.
Największym osiągnięciem Hyytiäinena był brązowy medal Igrzysk Olimpijskich w 1952 w Helsinkach. Wcześniej w 1950 zdobył tytuł mistrza Europy w rzucie oszczepem. Rekord życiowy: 78,98 (1954).